# Khātūnābād (ort i Lorestan)
Khātūnābād (persiska: خاتون آباد, Khātūnbān, خاتونبان) är en ort i Iran.   Den ligger i provinsen Lorestan, i den västra delen av landet, 400 km sydväst om huvudstaden Teheran. Khātūnābād ligger 1 695 meter över havet och antalet invånare är 114.
Terrängen runt Khātūnābād är huvudsakligen kuperad. Khātūnābād ligger nere i en dal.Runt Khātūnābād är det ganska tätbefolkat, med 56 invånare per kvadratkilometer. Närmaste större samhälle är Nūrābād, 13,3 km öster om Khātūnābād. Omgivningarna runt Khātūnābād är i huvudsak ett öppet busklandskap.